# Danton (film 1983)
Danton è un film del 1983 diretto da Andrzej Wajda.
Ispirato al dramma storico L'affare Danton (1929), opera della polacca Stanisława Przybyszewska, il film racconta le ultime settimane di Georges Jacques Danton, uno dei protagonisti della Rivoluzione francese, dalla fine di marzo al 5 aprile 1794, quando venne giustiziato con la ghigliottina.

## Trama
Danton torna a Parigi dopo un breve periodo passato nella natale Arcis-sur-Aube. Deciso a lottare contro la violenza del Terrore, non riuscirà però a convincere Robespierre che la pace, il benessere e la tranquillità sono tutto quello che il popolo desidera. Per essersi opposto alle istituzioni rivoluzionarie ed al Comitato di salute pubblica, finirà condannato alla ghigliottina dopo un processo politico.
La narrazione quindi si svolge seguendo un doppio binario: da una parte mostrare la dimensione utopistica, illuminista e giusnaturalistica del giacobinismo iniziale e dei moti rivoluzionari; e dall'altra - attraverso i personaggi chiave, come quello di Robespierre - sottolinearne l'involuzione dittatoriale, antidemocratica. La rivoluzione diviene quindi da strumento per l'emancipazione a retorica di un potere dispotico. L'ultima scena, quella del bambino che recita a memoria la dichiarazione dei diritti dell'uomo, è evocativa in tal senso.

## Riconoscimenti
- 1982 - Premio Louis-Delluc
- 1983 - Premio César
  - Miglior regista
- 1984 - British Academy Film Awards
  - Miglior film non in lingua inglese